# Totalitarismus
Totalitarismus bezeichnet ein in der Forschung teilweise umstrittenes Konzept politischer Herrschaft mit einem uneingeschränkten Verfügungsanspruch über die Beherrschten, auch über die öffentlich-gesellschaftliche Sphäre hinaus in den persönlichen Bereich. Ihr Ziel ist die umfassende Durchsetzung ihres Wertesystems. Im Unterschied zu einer autoritären Diktatur strebt der Totalitarismus an, in alle sozialen Verhältnisse hineinzuwirken, oft verbunden mit dem Anspruch, einen „neuen Menschen“ gemäß einer bestimmten Ideologie zu formen. Insbesondere werden der italienische Faschismus (umstritten a), der Nationalsozialismus und der stalinistische Kommunismus als Prototypen totalitärer Regime eingeordnet.
Die meisten Autoren beschreiben den Totalitarismus auf etwas andere Weise, jedoch herrscht Konsens, dass der Totalitarismus darauf abzielt, ganze Bevölkerungen zur Unterstützung einer offiziellen Parteiideologie zu mobilisieren, und dass er intolerant gegenüber Aktivitäten ist, die nicht auf die Ziele der Partei ausgerichtet sind, was Repressionen oder staatliche Kontrolle nach sich zieht. Gleichzeitig kritisierten viele Wissenschaftler mit unterschiedlichem akademischen Hintergrund und ideologischen Positionen die Totalitarismustheorie.

## Begriffsgeschichte
Der Begriff wurde 1923 von dem italienischen Liberalen Giovanni Amendola, einem Gegner und Opfer des Faschismus, geprägt. Er bezeichnete das von Benito Mussolini, dem Diktator Italiens, geschaffene Herrschaftssystem des Faschismus als totalitäres System (sistema totalitario). Während die Antifaschisten damit zunächst vor einer absoluten und unkontrollierbaren Herrschaft warnen wollten, wurde der Begriff rasch von den Faschisten selbst übernommen und in ihrem Sinne positiv belegt. So beschrieb Benito Mussolini bereits 1925 in einer Rede im Mailänder Teatro alla Scala den Charakter des von ihm angestrebten totalen Staates wie folgt: Tutto nello Stato, niente al di fuori dello Stato, nulla contro lo Stato („Alles im Staate, nichts außerhalb des Staates, nichts gegen den Staat“).
Der deutsche Schriftsteller und Publizist Ernst Jünger verherrlicht 1930 im Artikel Die totale Mobilmachung im Krieg und Krieger die Umrisse des Totalitarismus. Er feiert den Krieg und die moderne Technik als Vorboten einer neuen Ordnung. Zum ersten Mal in der Geschichte Europas wurden die menschlichen und materiellen Kräfte der modernen Industriewelt in ihrer „Totalität“ mobilisiert, um die Kriegsanstrengungen zu bewältigen.
In Deutschland sprach der rechtskonservative Staatsrechtler Carl Schmitt 1931 in seiner Schrift Der Hüter der Verfassung von einem „totalen Staat“, der die Vereinigung von Staat, Gesellschaft, Kultur und Religion bringen würde und dem die Zukunft gehöre, und sein Kollege Ernst Forsthoff veröffentlichte bald eine gleichnamige Monografie. Unterdessen fand der Totalitarismusbegriff in Italien Eingang in die allgemeine innenpolitische Auseinandersetzung. So setzte etwa die katholische Volkspartei um Luigi Sturzo (1871–1959) unter Verwendung des Begriffs die Lager der Faschisten und Kommunisten gleich, da beide die parlamentarische Demokratie ablehnten.
Die französische Philosophin Simone Weil schrieb 1934:

„Es erscheint ziemlich klar, dass die heutige Menschheit ein wenig überall zu einer totalitären Form der sozialen Organisation tendiert, um den Begriff zu verwenden, den die Nationalsozialisten in Mode gebracht haben, d. h. zu einem Regime, in dem die Staatsmacht in allen Bereichen souverän entscheidet, sogar und vor allem im Bereich des Denkens.“

Im November 1939 veranstaltete die American Philosophical Society ein erstes Symposium zum Totalitarian State, auf dem der US-amerikanische Historiker Carlton J. H. Hayes die historische Neuartigkeit des Totalitarismus gegenüber älteren Formen diktatorischer Herrschaft betonte. Franz Borkenau stellte 1940 in seinem Werk The Totalitarian Enemy eine frühe Totalitarismuskonzeption mittels des Vergleichs von Nationalsozialismus und Bolschewismus vor.
Nach dem Zweiten Weltkrieg (1939–1945) wurde der Begriff ausschließlich mit negativer Konnotation verwandt. Unterschiedliche Publizisten verglichen Nationalsozialismus und Stalinismus und bezeichneten beide als totalitäre Regimes. Andere lehnten die Verwendung des Wortes Totalitarismus ohne tiefere Reflexion als Ausdruck des Kalten Krieges ab.
Der österreichisch-britische Philosoph Karl Popper versuchte 1945 zu zeigen, dass die Ideen, die wir heute totalitär nennen, einer platonischen Tradition angehören, die ebenso alt oder ebenso jung sei wie unsere Zivilisation selbst.
Einer der bekanntesten Kritiker des Totalitarismus war der Schriftsteller George Orwell, der schon im Jahre 1949 in seinem Roman 1984 spätere Erkenntnisse anderer Publizisten auf fiktiver Ebene vorwegnahm. Laut Hannah Arendts 1951 publiziertem Buch The Origins of Totalitarianism ist die Rolle des Terrors das entscheidende Merkmal für ein totalitäres System.
Der israelische Historiker Jacob Talmon (1916–1980) betonte in seinem 1955 publiziertem Buch, dass sich auch ein demokratischer Rechtsstaat zu einer „totalitären Demokratie“ entwickeln kann.
In seinem 1968 publiziertem Buch hat der französische Soziologe Raymond Aron (1905–1983) fünf Kriterien für ein totalitäres Regime aufgestellt:
- Ein Einparteienstaat, in dem eine Partei das Monopol auf alle politischen Aktivitäten hat.
- Eine von der herrschenden Partei vertretene Staatsideologie, die als einzige Autorität anerkannt wird.
- Ein staatliches Informationsmonopol, das die Massenmedien zur Verbreitung der offiziellen Wahrheitversion kontrolliert.
- Staatlich kontrollierte Wirtschaft mit großen Wirtschaftsunternehmen unter staatlicher Kontrolle.
- Ideologischer Terror, der wirtschaftliche oder berufliche Handlungen zu Verbrechen macht. Wer dagegen verstößt, muss mit strafrechtlicher und ideologischer Verfolgung rechnen.

2003 prägte der Politikwissenschaftler Sheldon Wolin in einem Zeitungsartikel den Begriff Inverted Totalitarianism (deutsch: Umgekehrter Totalitarismus). In seiner Monografie Democracy Incorporated: Managed Democracy and the Specter of Inverted Totalitarianism systematisierte er 2008 seine Darstellung. Demnach sei mit dem Streben nach Superpower und dem Management von Demokratie in den USA eine postdemokratische Regierungstechnik entstanden, die Elemente der liberalen Demokratie mit denen totalitärer politischer Systeme verbindet.
Der deutsche Politikwissenschaftler Christoph Butterwegge sagte 2007, der Machtanspruch des Neoliberalismus als dominante Ideologie des Kapitalismus sei total und universell. Aus dem homo sapiens werde ein homo oeconomicus.
Wissenschaftler wie der syrisch-deutsche Politikwissenschaftler Bassam Tibi (* 1944), vertreten seit Anfang der 2000er Jahre die These, dass islamistische Systeme und Bewegungen eine gegenwärtige Erscheinungsform totalitärer Herrschaftsansprüche darstellen.
Der deutsche Politikwissenschaftler und Extremismusforscher Eckhard Jesse grenzte in seinem 2008 publiziertem Buch den Totalitarismus einerseits vom demokratischen Verfassungsstaat ab, dessen Gegenteil er sei, andererseits von der autoritären Diktatur und allen älteren Formen des Autoritarismus.

## Begriff
Zu den bekanntesten Kommentatoren des Totalitarismus gehören:
- Hannah Arendt[25]
- Raymond Aron
- Lawrence Aronsen
- Uwe Backes
- Franz Borkenau[25]
- Karl Dietrich Bracher
- Zbigniew Brzeziński[25]
- Robert Conquest
- Carl Joachim Friedrich[25]
- Leopold Labedz
- Walter Laqueur
- Claude Lefort
- Juan Linz
- Richard Löwenthal[25]
- Sigmund Neumann[25]
- Ernst Nolte
- Karl Popper[25]
- Richard Pipes
- Leonard Schapiro
- Adam Ulam
- Eric Voegelin[25]

Jeder von ihnen beschrieb den Totalitarismus auf etwas andere Weise, aber sie waren sich alle einig, dass der Totalitarismus darauf abzielt, ganze Bevölkerungen zur Unterstützung einer offiziellen Parteiideologie zu mobilisieren, und dass er intolerant gegenüber Aktivitäten ist, die nicht auf die Ziele der Partei ausgerichtet sind, was Repressionen oder staatliche Kontrolle der Wirtschaft, der Gewerkschaften, der gemeinnützigen Organisationen, der religiösen Organisationen und der kleineren politischen Parteien nach sich zieht. Gleichzeitig kritisierten viele Wissenschaftler mit unterschiedlichem akademischen Hintergrund und ideologischen Positionen die Totalitarismustheoretiker. Zu den bekanntesten gehörten Louis Althusser, Benjamin Barber, Maurice Merleau-Ponty und Jean-Paul Sartre. Sie vertraten die Auffassung, dass der Totalitarismus mit westlichen Ideologien zusammenhängt und eher mit Bewertung als mit Analyse verbunden ist. Das Konzept wurde im antikommunistischen politischen Diskurs der westlichen Welt während der Zeit des Kalten Krieges zu einem wichtigen Instrument, um den Antifaschismus der Vorkriegszeit in einen Antikommunismus der Nachkriegszeit umzuwandeln.
Die meistrezipierten Theoretiker des Totalitarismus sind Hannah Arendt, Carl Joachim Friedrich und Zbigniew Brzeziński.

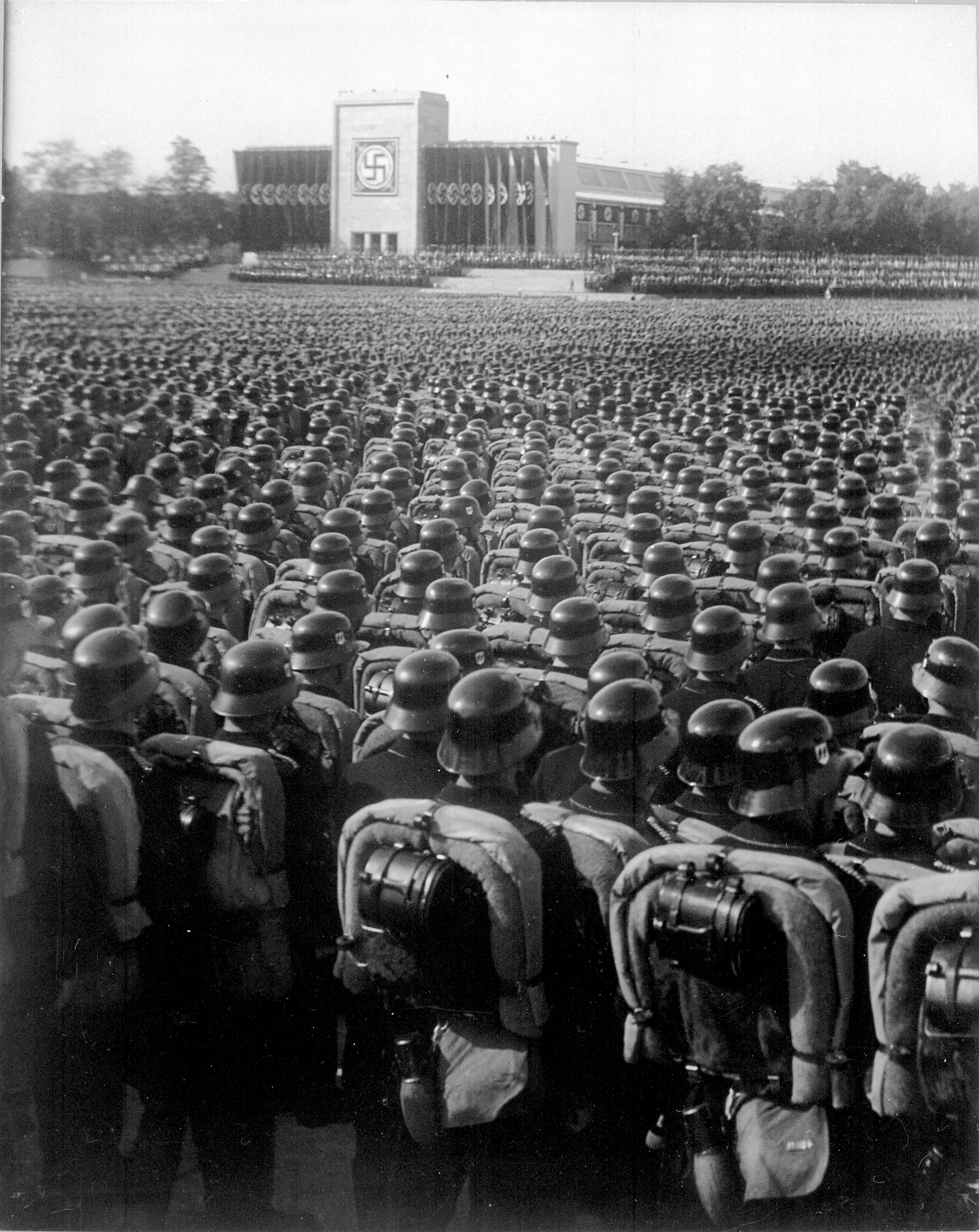
Aufmarsch beim Reichsparteitag der NSDAP 1935

## Totalitarismus-Modelle
Es gibt verschiedene Versuche, totalitäre Systeme durch die Festlegung von Merkmalen zu bestimmen. Gemein ist diesen Totalitarismus-Modellen, dass sie totalitäre Systeme in Hinblick auf ihre Herrschaftsstrukturen definieren und analysieren. Im Fokus stehen also nicht die Ziele oder die Anzahl der Opfer totalitärer Diktaturen, sondern die Mechanismen der Herrschaft solcher Systeme. Die wichtigsten dieser Totalitarismus-Modelle werden im Folgenden dargestellt.

### Totalitarismus-Modell von Friedrich/Brzeziński

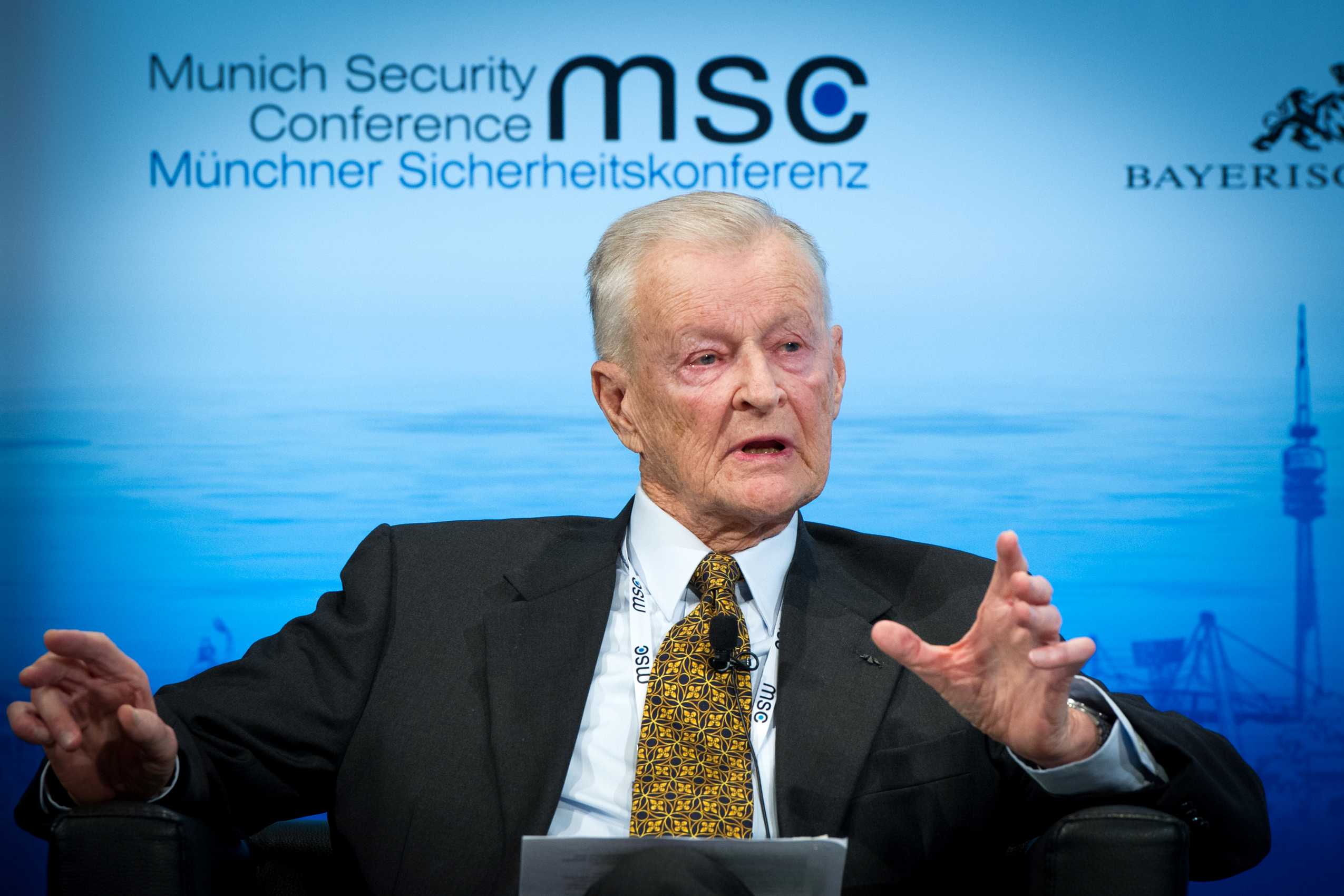
50. Münchner Sicherheitskonferenz 2014: Zbigniew Brzeziński

Die Politikwissenschaftler Carl Joachim Friedrich und Zbigniew Brzeziński sahen in totalitären Regimen etwas grundsätzlich Neues. Die verschiedenen totalitären Systeme seien jedoch grundsätzlich gleichartig und untereinander vergleichbar. Das Wesen der totalitären Regime sei ihre Organisation und ihre Methoden zur Erreichung der totalen Kontrolle, nicht ihr Streben nach totaler Kontrolle. Dennoch habe man sich totalitäre Systeme nicht als statische Gebilde vorzustellen, da sie einer Evolution unterlägen. In ihrem 1956 erschienenen Werk Totalitarian Dictatorship and Autocracy definierten Friedrich und Brzeziński sechs konstitutive Merkmale totalitärer Systeme:
1. eine offizielle Ideologie,[27] alle wichtigen Lebensbereiche umfassend, allgemeinverbindlich, auf Schaffung einer neuen Gesellschaft ausgerichtet, mit Wahrheitsanspruch und stark utopischen, z. T. religionsähnlichen Elementen.
2. eine einzige, die gesamte formelle Macht innehabende, hierarchisch und oligarchisch organisierte Massenpartei (neuen Typs),[27] die in der Regel von einem Mann (dem Diktator) angeführt wird und die der staatlichen Bürokratie entweder übergeordnet oder mit ihr völlig verflochten ist. Nur ein kleiner Teil der Bevölkerung (bis 10 %) gehört der Partei aktiv an und eine aktive Minderheit innerhalb der Partei ist fanatisch der zugrunde liegenden Ideologie ergeben.
3. ein physisches und/oder psychisches Terrorsystem: Kontrolle und Überwachung der Bevölkerung, aber auch der Partei selbst, durch eine (Geheim-)Polizei.[27] Diese bekämpft nicht nur tatsächliche, sondern auch potenzielle Feinde.
4. das nahezu vollständige Monopol der Massenkommunikationsmittel beim Staat.[27]
5. das nahezu vollständige Monopol der Anwendung der Kampfwaffen beim Staat.[27]
6. eine zentrale, bürokratisch koordinierte Überwachung und Lenkung der Wirtschaft.[27]

Friedrich und Brzeziński weisen weiterhin auf die zentrale Rolle des technischen Fortschritts hin, der die Merkmale 3–6 erst ermögliche.

### Totalitarismus-Modell von Peter Graf Kielmansegg

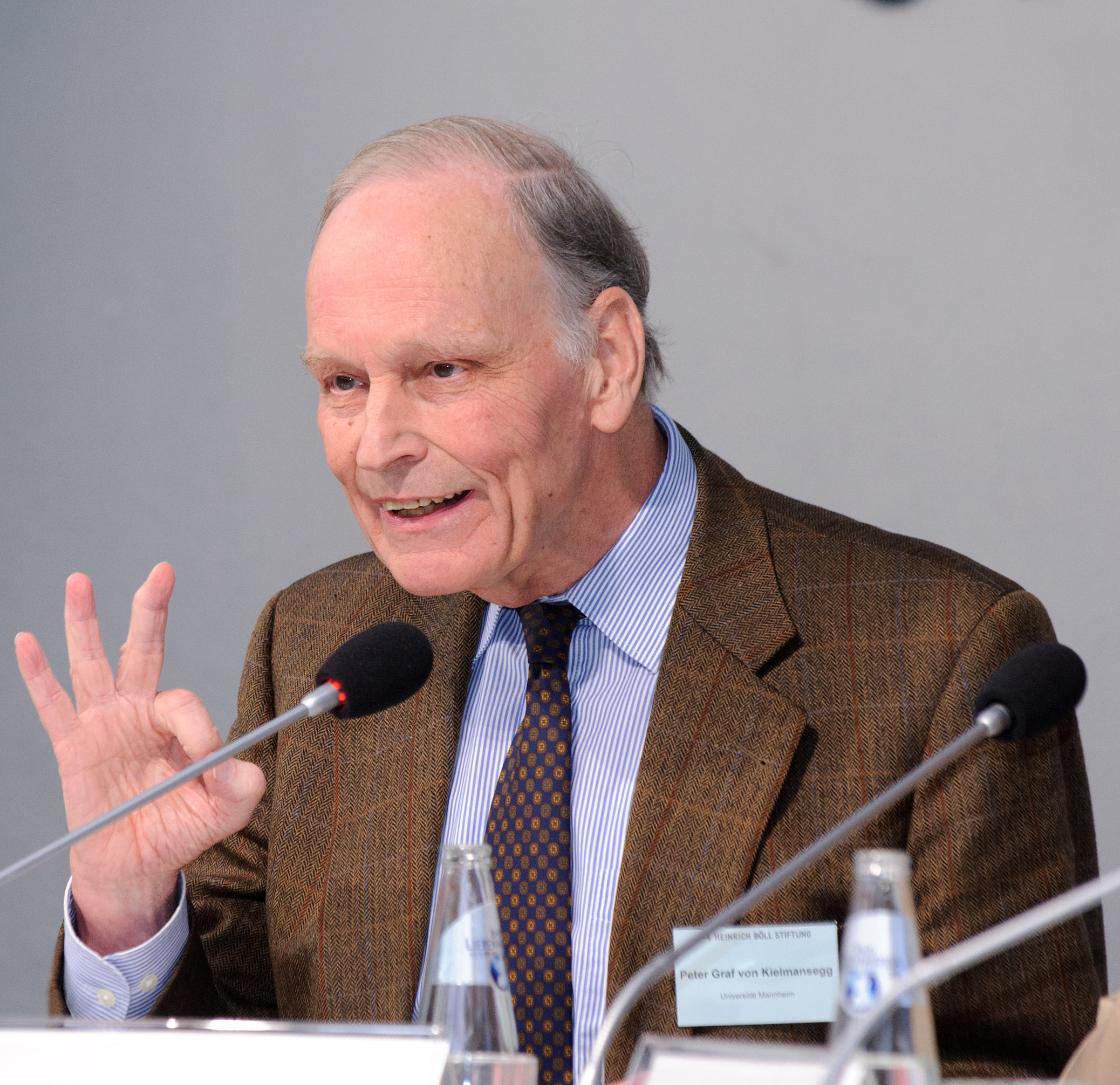
Peter Graf von Kielmansegg

Der Politikwissenschaftler Peter Graf Kielmansegg kritisierte das Modell von Friedrich/Brzeziński, das seiner Meinung nach die Dynamik des sozialen Wandels innerhalb des Systems nicht erklären könne. Nach Kielmannsegg sind die entscheidenden Merkmale totalitärer Systeme:
- monopolistische Konzentration der Einflussmöglichkeiten auf Entscheidungsprozesse in einem Führungszentrum: Entscheidend sei hierbei nicht, dass die Führung wirklich alles selbst regelt, sondern dass sie prinzipiell die Möglichkeit hat, jede Entscheidung an sich zu ziehen, sowie die Entscheidungen, die außerhalb der Führung getroffen wurden, zu revidieren. Maßgeblich sei auch, dass die totalitäre Führung keiner Kontrollinstanz unterworfen ist.
- prinzipiell unbegrenzte Reichweite der Entscheidungen des politischen Systems: Hiermit ist die Eingriffskompetenz des politischen Systems in prinzipiell alle Bereiche des gesellschaftlichen Lebens gemeint.
- prinzipiell unbeschränkte Freiheit, Sanktionen zu verhängen: Entscheidend sei das zur Verfügung stehende Sanktionsinstrumentarium und die Verfügungsfreiheit über diese Instrumente. Terror sei nur eines der möglichen Instrumente. Als weitere werden beispielsweise die Bestimmung über Bildungs-, Berufs- und Kommunikationschancen sowie über die Chancen materieller Befriedigung genannt.

Nach Kielmansegg zieht die Inanspruchnahme von Entscheidungsgewalt unbegrenzter Reichweite (2) die obige Struktur nach sich. Dieser Punkt sei also als Beginn der Entstehung totalitärer Systeme zu sehen. Sobald das Herrschaftsmonopol erst einmal etabliert sei, werde die Sicherung des Monopols (Machterhalt) zum Selbstzweck des Monopols. Nach Kielmansegg besteht also in totalitären Systemen ein Vorrang der Sicherung des Entscheidungsmonopols vor allen ideologischen Herrschaftszielen. Ideologie und Massenpartei hätten lediglich die Aufgabe, zu motivieren, zu kontrollieren und Legitimation zu verschaffen.

### Totalitarismus-Modell von Hannah Arendt

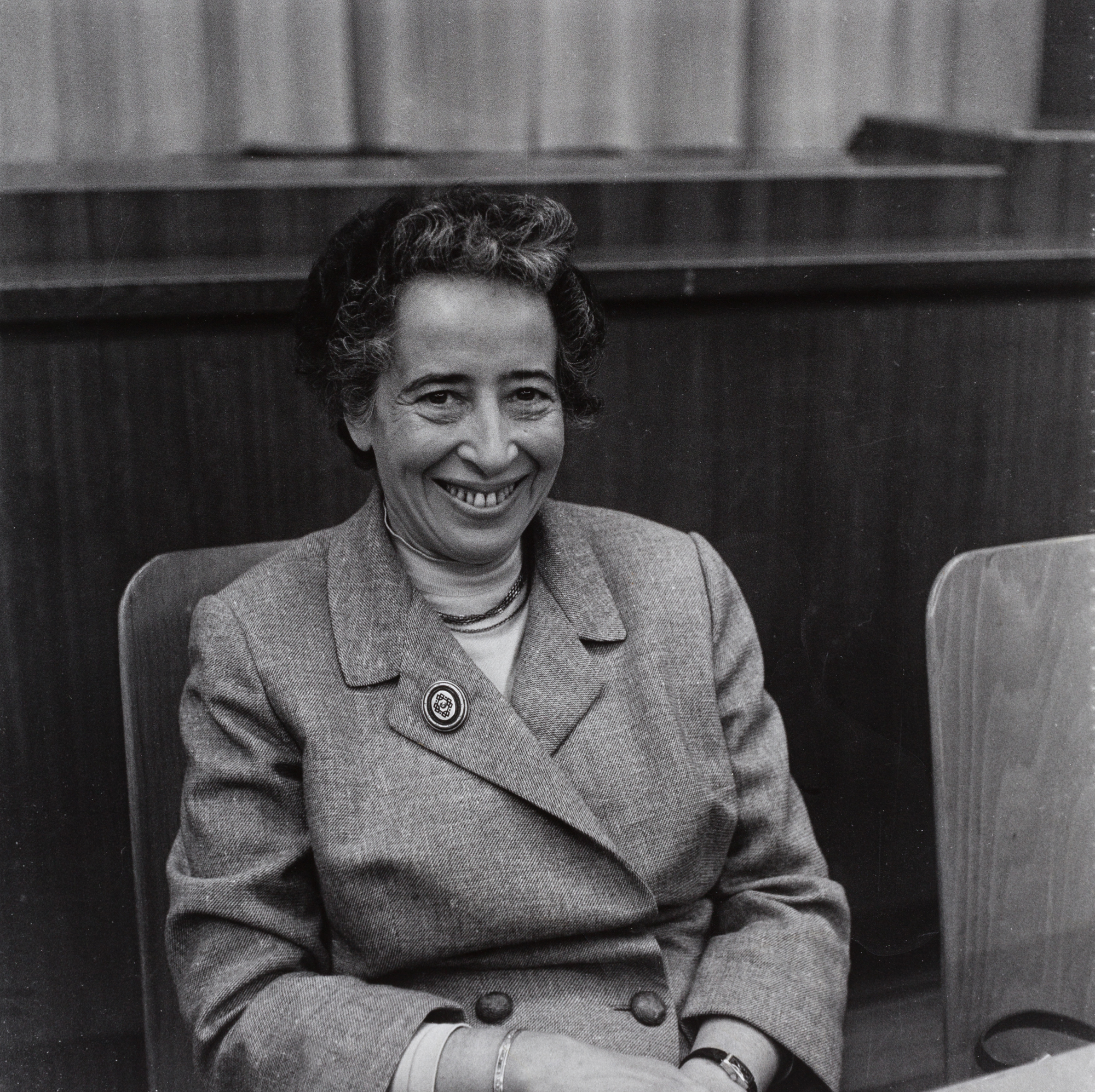
Hannah Arendt

Laut Hannah Arendt ist die Rolle des Terrors das entscheidende Merkmal für ein totalitäres System. In ihrer 1951 zunächst in englischer Sprache erschienenen umfangreichen Untersuchung The Origins of Totalitarianism, die 1955 in Frankfurt am Main als Elemente und Ursprünge totaler Herrschaft herausgebracht wurde, heißt es:

„Das Wesentliche der totalitären Herrschaft liegt also nicht darin, dass sie bestimmte Freiheiten beschneidet oder beseitigt, noch darin, dass sie die Liebe zur Freiheit aus den menschlichen Herzen ausrottet; sondern einzig darin, dass sie die Menschen, so wie sie sind, mit solcher Gewalt in das eiserne Band des Terrors schließt, dass der Raum des Handelns, und dies allein ist die Wirklichkeit der Freiheit, verschwindet.“

Als weitere Kriterien der totalitären Herrschaft nennt sie: den Willen zur Weltherrschaft, fanatisierte Massenbewegungen auf der Grundlage des Führerprinzips, millionenfache Morde im Namen einer „neuen“ gesetzmäßigen Ordnung, das heißt die Umdeutung und Manipulation der Moral, sowie die Verknüpfung mit einer Ideologie und die totalitäre Propaganda.
Arendt bezeichnete lediglich den Nationalsozialismus und den Stalinismus als totalitäre Herrschaftssysteme. Andere Ausprägungen politischer Unterdrückung, beispielsweise in Kriegszeiten, betrachtete sie seit der Antike als Diktaturen bzw. als Systeme der Tyrannis. Hierfür liefert sie eine Fülle von Beispielen. Unter anderem kennzeichnete sie den Faschismus Benito Mussolinis und die Sowjetunion nach Stalins Tod sowie ihre „Satellitenstaaten“ als nicht totalitäre Diktaturen. Sie äußerte die Sorge, dass in Zukunft wiederum mit totalitären Gesellschaftsformen zu rechnen sei.

### Totalitarismus-Modell von Karl Popper

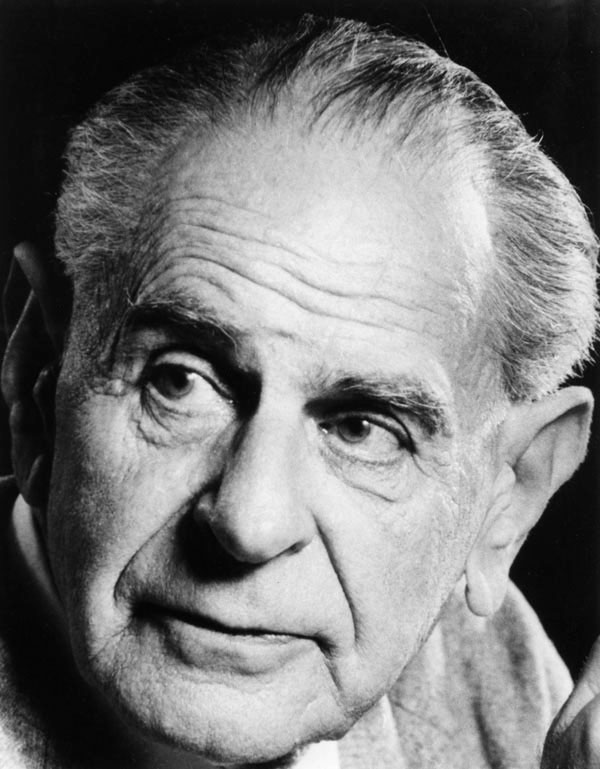
Karl Popper (1985)

Der österreichisch-britische Philosoph Karl Popper (1902–1994) versuchte zu zeigen, dass sich die menschliche Zivilisation noch immer nicht von ihrem Geburtstrauma erholt hat – vom Trauma (seelische Verletzung) des Übergangs aus der Stammes- oder „geschlossenen“ Gesellschaftsordnung, die magischen Kräften unterworfen ist, zur 'offenen' Gesellschaftsordnung, die die kritischen Fähigkeiten des Menschen in Freiheit setze. Der Schock dieses Übergangs sei einer der Faktoren, die den Aufstieg jener reaktionären Bewegungen ermöglichten, die auf den Sturz der Zivilisation und auf die Rückkehr zur Stammesgebundenheit hingearbeitet haben und noch hinarbeiten. Damit sei angedeutet, dass die Ideen, die wir heute totalitär nennen, einer Tradition angehören, die ebenso alt oder ebenso jung sei wie unsere Zivilisation selbst.

### Totalitarismus-Modell von Wolfgang Merkel
Der deutsche Politikwissenschaftler Wolfgang Merkel definiert in seinem Buch Systemtransformation folgende Typen totalitärer Regime:

#### Kommunistisch-totalitäre Regime
Merkmale:

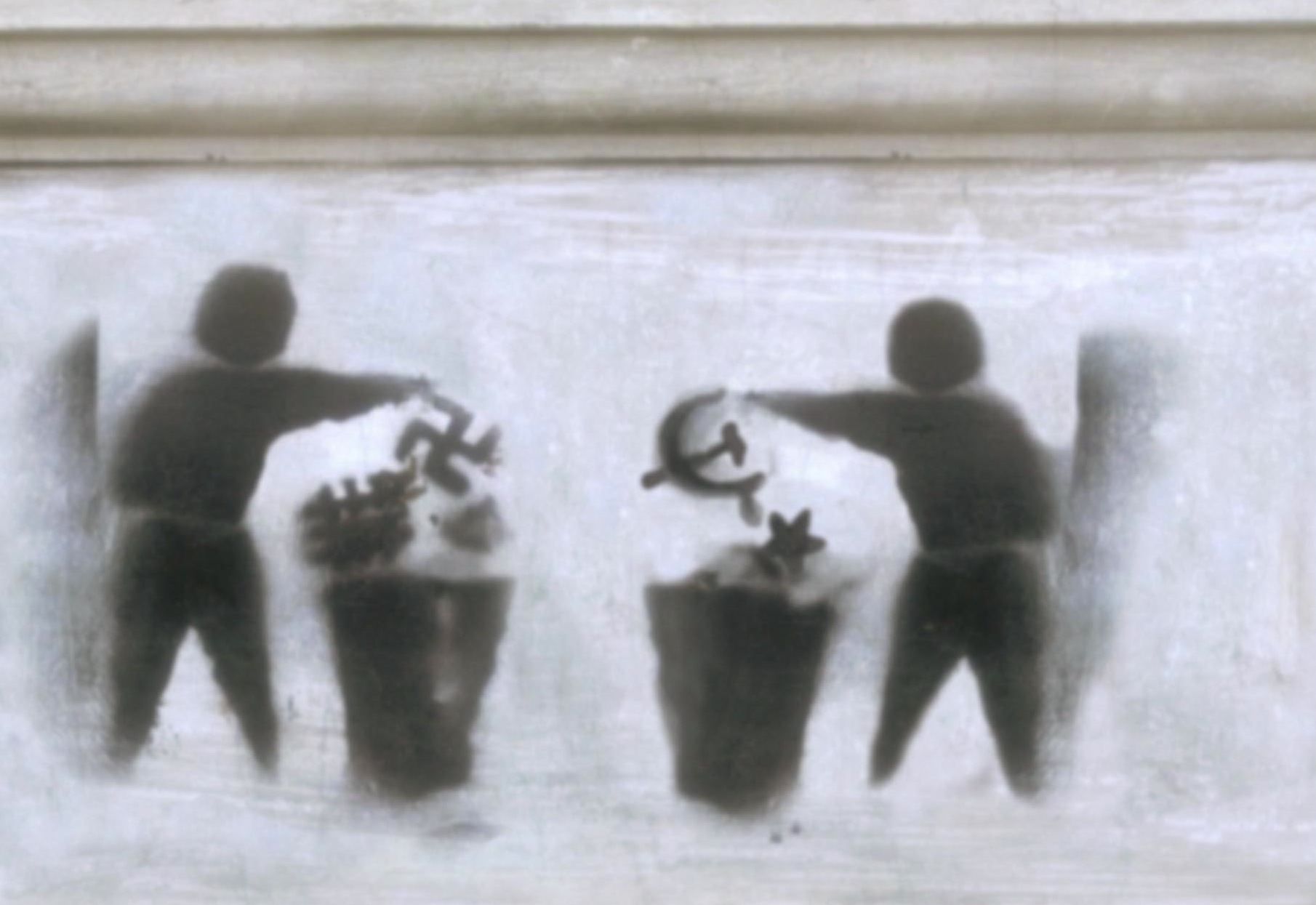
Anti-totalitäre Streetart auf einer Mauer in Bukarest (2013).

- Herrschaftszugang völlig ausgeschlossen
- Kommunistische Partei (KP) hat per Verfassung die ausschließlich führende Rolle
- monistische Herrschaftsstruktur, kein Pluralismus, auch nicht in Ansätzen
- jegliche Opposition und Abweichung wird mit Repression und Terror bis hin zur physischen Vernichtung bekämpft
- eigentlich eine Führerdiktatur, die mithilfe der KP und der Ideologie des Marxismus-Leninismus den totalen Herrschaftsanspruch in der Realität umsetzt
- ein KP-Generalsekretär konzentriert die gesamte Staats- und Parteimacht in seinen Händen
- kann in bestimmten Phasen sultanistisch-totalitäre Züge annehmen

Beispiele:
- Sowjetunion unter Stalin (1929–1953)
- VR China unter Mao Zedong (1949–1976)
- Kambodscha unter Pol Pot (1975–1979)
- Nordkorea (1948 bis heute)
- Albanien unter Enver Hoxha (1946–1985)
- Rumänien unter Nicolae Ceaușescu (1974–1990)

#### Faschistisch-totalitäre Regime
Merkmale:
- Herrschaftszugang völlig ausgeschlossen
- monistische Herrschaftsstruktur
- Terror zur Durchsetzung des totalen Herrschaftsanspruches

Beispiele:
- einziges Beispiel ist der Nationalsozialismus in Deutschland (1938–1945)

#### Theokratisch-totalitäre Regime
Merkmale:
- Kontrolle und Reglementierung bis in die Intimsphäre der Bürger
- Instrumentalisierung einer Religion als allumfassende, politische Legitimationsideologie
- kapillares Organisationssystem
- kapitalistisches Wirtschaftssystem bleibt unangetastet

Beispiele:
- in der Realität noch niemals vollständig verwirklicht worden

## Beispiele totalitärer Regime

### Gegenwart
Je nach Totalitarismus-Modell werden unterschiedliche Staaten als totalitär bezeichnet. Beispiele für häufig genannte aktuelle Regime sind:
- Nordkorea, seit 1948
- Iran, seit 1979[31]
- Turkmenistan, seit 1991
- Eritrea, seit 1997
- China, seit ~2016[32] (China wurde in der Vergangenheit schon einmal totalitär regiert, siehe Text unten.)
- Afghanistan, seit 2021[33] (Afghanistan wurde 1996/1997–2001 schon einmal totalitär regiert.)

### Vergangenheit

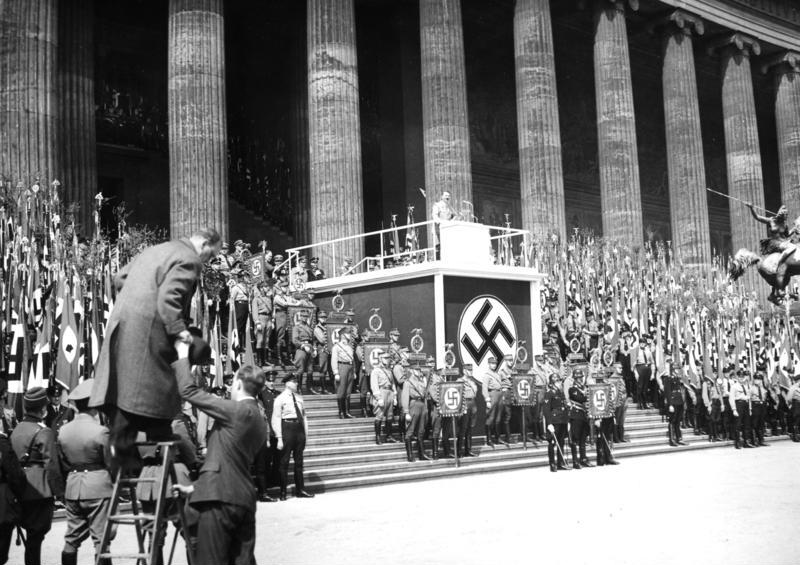
NS-Kundgebung in Berlin (1. Mai 1936, Lustgarten)

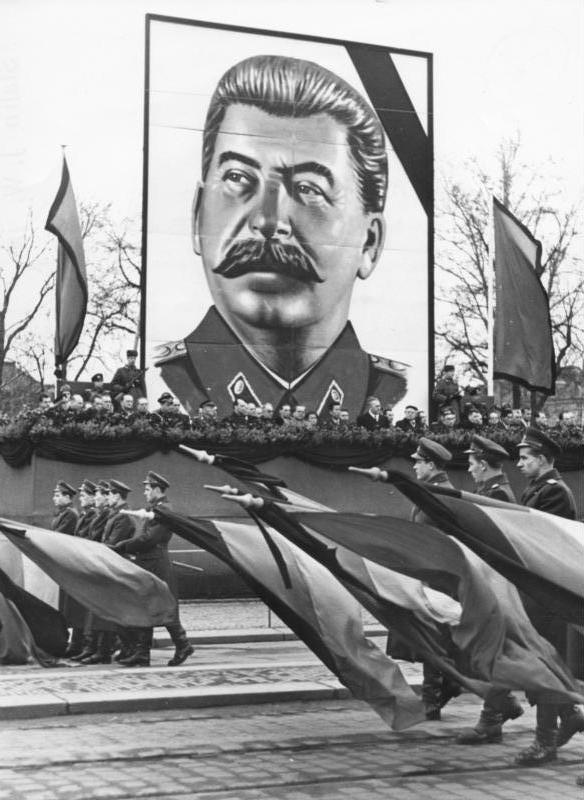
KVP-Parade, nach dem Tode Stalins 1953, Dresden

Beispiele für häufig genannte Regime der Vergangenheit sind:
- Deutsches Reich zur Zeit des Nationalsozialismus
- Sowjetunion und deren Satellitenstaaten im Ostblock zur Zeit des Stalinismus
- Volksrepublik China unter Mao Zedong (im Besonderen während der Kulturrevolution)

Ebenfalls als totalitär gilt Kambodscha unter den Roten Khmer.
Umstritten ist in der Forschung, ob der Begriff etwa auf die DDR angewendet werden kann. Eckhard Jesse wandte das Konzept von Juan José Linz, der anhand verschiedener Merkmale totalitäre Diktaturen von autoritären unterscheidet, auf die DDR an. Er kam zu dem Schluss, dass die DDR unter Walter Ulbricht als totalitär bezeichnet werden kann. Unter Erich Honecker habe die DDR aufgrund der abnehmenden Ideologisierung selbst innerhalb der SED sowie der abnehmenden Mobilisierung der Bevölkerung diesen Charakter zunehmend verloren und sich zu einem autoritären System entwickelt. Klaus Schroeder kennzeichnet in seiner Monografie Der SED-Staat die DDR als „(spät-)totalitären Überwachungs- und Versorgungsstaat“.
Ebenso umstritten ist die Einordnung des Nationalsozialismus als totalitär, da die Wirtschaft über eine gewisse Autonomie verfügte, welche zwar aufgrund des Krieges eingeschränkt wurde, dies aber nicht Kennzeichen des Systems, sondern eine Erscheinung des Kriegszustandes war. Außerdem ist die teleologische Rassentheorie nicht so allumgreifend, wie es bspw. der Stalinismus war.

## Kritik am Konzept
Von sozialistischen Historikern wurde die Totalitarismustheorie kritisiert und gelegentlich als „Totalitarismusdoktrin“ bezeichnet. Sie sei ein ideologisches Konstrukt des Kalten Krieges, das die Länder des real existierenden Sozialismus diffamieren sollte. Gemäß dieser Auffassung sei der Nationalsozialismus nicht mit sozialistischen Systemen, welcher Art auch immer zu vergleichen. Das Totalitarismus-Konzept erfasse nicht die Ziele und Inhalte politischer Systeme sowie die Motivation politisch Handelnder, sondern lediglich die äußeren Formen wie Unterdrückung und Verfolgung politischer oder anderer Gruppen. Eine Reihe gemeinsamer Merkmale, wie Einheitspartei, umfassender Machtapparat, Kommunikationsmonopol, Führerkult und Terror reiche demnach nicht aus, um Regierungen unterschiedlicher ideologischer Ausrichtung als totalitär zu bezeichnen.
Kritiker des Totalitarismus-Konzepts sehen die Gefahr einer Gleichsetzung von Stalinismus und Nationalsozialismus. Jeder Vergleich von Struktur und Praxis führe unvermeidlich zu Relativierungen. So werde der Holocaust zu einem Verbrechen unter anderen gemacht. Damit finde auch unter den Bekundungen einer so betriebenen Historisierung des Holocaust, z. B. durch die sogenannten „Massakervergleiche“, die den antisemitischen Kern von Auschwitz nicht berücksichtigten, eine Umdeutung der deutschen Geschichte statt.
Dem wird entgegengehalten, dass die historische Einzigartigkeit der nationalsozialistischen Verbrechen nicht bedeuten könne, dass politische Strukturen und Praktiken nicht miteinander verglichen werden dürfen. Ein Vergleich von Systemen und ihrer Verbrechen stelle keine Gleichsetzung der verglichenen Systeme oder deren Verbrechen dar. Unabhängig von der Unterschiedlichkeit der Ideologien der untersuchten Systeme und dem Ausmaß der von ihnen verschuldeten Opfer bringe die Totalitarismusforschung Erkenntnisfortschritt in Bezug auf die Herrschaftsstrukturen und -mechanismen totalitärer Diktaturen. Ihre Verurteilung als Konstrukt des Kalten Krieges übersehe überdies, dass ihre Begrifflichkeit und Grundaussagen bereits seit den späten dreißiger Jahren ausgebildet waren und politisch-plakative Inanspruchnahme der Theorie generell nichts über ihre wissenschaftliche Berechtigung aussagen könne.
Da die Totalitarismus-Modelle sich auf die Herrschaftsform der untersuchten Regime konzentrieren und alle anderen Aspekte ausblenden, wird der Ansatz als „strukturanalytisch defizitäre Form des Systemvergleichs“ kritisiert. In der Politikwissenschaft werden die Totalitarismusmodelle inzwischen durch Konzepte wie das der Politischen Religion ergänzt, um beispielsweise auch die Motivation und Mobilisierung innerhalb totalitärer Systeme zu erklären.

## Weitere Totalitarismus-Begriffe

### Invertierter Totalitarismus
2003 prägte der Politikwissenschaftler Sheldon Wolin in einem Zeitungsartikel den Begriff Inverted Totalitarianism (deutsch: Umgekehrter Totalitarismus). In seiner Monografie Democracy Incorporated: Managed Democracy and the Specter of Inverted Totalitarianism systematisierte er 2008 seine Darstellung und erhielt dafür im selben Jahr den Lannan Literary Award in der Kategorie „Ein besonders bemerkenswertes Buch“.
Die These dieses Werkes ist, dass am Ende des 20. Jahrhunderts mit dem Streben nach dem Status einer „Superpower“ und mit dem „Management von Demokratie“ in den USA eine „postdemokratische Regierungstechnik“ entstanden sei. In dieser verbänden sich Elemente der liberalen Demokratie mit denen totalitärer politischer Systeme. Den zentralen Unterschied zum klassischen Totalitarismus sieht Wolin darin, dass der Nationalsozialismus ein „Mobilisierungsregime“ gewesen sei, das die Massen zur aktiven Beteiligung an der politischen Bewegung motivieren wollte. Dagegen setze der invertierte Totalitarismus auf eine weitreichende Entpolitisierung der Bevölkerung. Außerdem beruhe die postmoderne Form totaler Herrschaft auf „weicheren“, kaum wahrnehmbaren Unterdrückungsmechanismen. Auch eine starke Führungspersönlichkeit sei in dieser Regierungsform verzichtbar.

### Ökonomischer Totalitarismus
Christoph Butterwegge konstatiert, der Machtanspruch des Neoliberalismus als dominante Ideologie des Kapitalismus sei total und universell. „Total durch den Anspruch an eine umfassende Entpolitisierung des Gesellschaftlichen und universell im Hinblick auf seinen globalen Geltungsanspruch.“ Langfristig setze der Neoliberalismus die Marktgesellschaft durch. Im Widerspruch zur Neoklassik dehne er das Kosten-Nutzen-Kalkül auf alle Bereiche des menschlichen Verhaltens aus (ökonomischer Imperialismus, Gary Becker), besonders auffällig im Public-Choice-Ansatz. Aus dem homo sapiens werde ein homo oeconomicus.
Norbert Blüm urteilt: „Wir haben es mit einer Wirtschaft zu tun, die sich anschickt, totalitär zu werden, weil sie alles unter den Befehl einer ökonomischen Ratio zu zwingen sucht. Aus Marktwirtschaft, also ein Segment, soll Marktgesellschaft werden. Das ist der neue Imperialismus. Er erobert nicht mehr neue Gebiete, sondern macht sich auf Hirn und Herz der Menschen einzunehmen. Sein Besatzungsregime verzichtet auf körperliche Gewalt und besetzt Zentralen der inneren Steuerung des Menschen.“
Für den Bereich der Bildungspolitik und Bildungsreformen in der Bundesrepublik Deutschland wird diese Auffassung von Matthias Burchardt vertreten.
Jon Kofas betrachtet 2019 es als Widerspruch des Neoliberalismus, dass er Freiheit und Emanzipation fördere, aber in der Praxis ein totalitäres System sei, „das darauf abzielt, die Gesellschaft und den Einzelnen in Übereinstimmung mit seinem dogmatischen Marktfundamentalismus zu bringen.“

### Totalitärer Überwachungskapitalismus
Susanna Zuboff  (* 1951) vertritt die These, der moderne Kapitalismus entwickele totalitäre Züge in Form der totalen Überwachung auch der Privatsphäre. Diese Überwachung besetze sogar die Nischen, die in bisherigen totalitären Systemen noch frei, weil unkontrollierbar, geblieben seien. In dieser Form der Kontrolle und Steuerung setzen Unternehmen, so Zuboff, ihre Profitinteressen durch.

### Digitaler Totalitarismus
Kritiker der neuen, bisher nicht gekannten Macht der Internetkonzerne sprechen von einem „digitalen Totalitarismus“ (auch Totalitarismus 2.0, technologischer Totalitarismus oder Techno-Totalitarismus genannt). So warnt Max Tegmark davor, dass wir auf dem besten Weg sind, die erforderlichen digitalen Infrastrukturen für eine totalitäre endgültige Diktatur zu schaffen, die er Totalitarismus 2.0 nennt. Ausreichend starke Kräfte müssten nur noch den Einschaltknopf drücken. Die Macht liege nicht in den Händen eines herkömmlichen Diktators, sondern in einem bürokratischen System, das im Gegensatz zu herkömmlichen totalitären Diktaturen als gesichts- und führerloses System einige Jahrtausende Bestand haben könne. Laut Žarko Paić droht die Demokratie von einer Kontrollgesellschaft im Sinne von Gilles Deleuze abgelöst zu werden, in der transnationale Konzerne zum wissenschaftlich-technischen Management der Gesellschaft übergehen und dafür nicht durch Menschen, sondern mittels Maschinen eine Totale Kontrolle über die Bürger errichten. Zu den weiteren neuen Technologien, die künftige totalitäre Regime stärken könnten, gehörten das Auslesen von Gehirnen, die Verfolgung von Kontakten und verschiedene Anwendungen der künstlichen Intelligenz. Andere Studien versuchen, moderne technologische Veränderungen mit Totalitarismus in Verbindung zu bringen. Shoshana Zuboff zufolge treibt der wirtschaftliche Druck des modernen Überwachungskapitalismus die Intensivierung der Online-Verbindung und -Überwachung voran, wobei Räume des sozialen Lebens für die Sättigung durch Unternehmensakteure offen werden, die auf die Erzielung von Profit und/oder die Regulierung von Handlungen abzielen. Mustafa Suleyman, der die KI-Grundsätze von Google entwarf, befürchtet, dass in einer Welt, in der Künstliche Intelligenz für jedermann zugänglich wird, verbunden mit preiswerten DNA-Synthesizern zur Herstellung von tödlichen Viren und 3D-Druckern, die Schwärme bewaffneter Drohnen herstellen können, es nur einer Katastrophe bedarf, um den Ruf nach totaler Kontrolle laut werden zu lassen und ein globales High-Tech-Panoptikum und damit ein neuer Totalitarismus Realität werden könnte. Er erinnert daran, dass gesellschaftsweite Lockdowns in der Pandemie noch wenige Wochen zuvor undenkbar gewesen wären.

## Antitotalitäre literarische Werke in der Belletristik
- Jewgeni Samjatin, Wir, 1920.
- Aldous Huxley, Schöne neue Welt, 1932.
- Ayn Rand, Anthem, 1938. Deutsch: Die Hymne des Menschen. Berlin 1999, ISBN 3-933631-06-8.
- Arthur Koestler, The Zero and the Infinity, 1945.
- George Orwell, Farm der Tiere, 1945.
- George Orwell, 1984, 1949.
- Ray Bradbury, Fahrenheit 451, 1953.
- William F. Nolan Logan’s Run, 1967.
- Ira Levin, Die sanften Ungeheuer, 1969.
- Margaret Atwood, Der Report der Magd, 1985.
- Alan Moore und David Lloyd, V für Vendetta, ab 1982.